# Sansone D'Ancona
Sansone D'Ancona (Pesaro, 21 agosto 1814 – Firenze, 21 novembre 1894) è stato un politico italiano.
Fu senatore del Regno d'Italia dalla XV legislatura.

## Biografia
Nasce in un'agiata famiglia di religione ebraica sefardita da Ester Della Ripa e Giuseppe, primogenito di nove fratelli, tra i quali Alessandro, anch'egli senatore, il pittore Vito e Cesare.
Laureato in matematica alla Scuola Normale Superiore di Pisa, è agevolato nella carriera politica dallo zio Laudadio Della Ripa, ricco banchiere e amico di Gioachino Rossini e Bettino Ricasoli; diviene membro del consiglio generale del Banco di Napoli e nel 1867 diviene socio della Società geografica italiana, fondata dal fratello Cesare.

## Elezioni
Venne eletto deputato alla Camera dei deputati (Regno di Sardegna) e alla Camera dei deputati del Regno d'Italia per i collegi di Bagno a Ripoli, Cortona e Pesaro, in diverse legislature:
- VII: eletto nell'elezione generale del 25 marzo 1860 nel collegio di Bagno a Ripoli (Firenze),  con voti 230 su 249 votanti.
- VIII: viene eletto nell'elezione generale del 27 gennaio 1861 nel collegio di Cortona (Arezzo), con voti 351 su 382 votanti.
- IX: eletto nel ballottaggio del 29 ottobre 1865 nel collegio di Pesaro (Pesaro e Urbino), con voti 260 su 478 votanti.
- X: eletto nell'elezione generale del 10 marzo 1867 nel collegio di Pesaro (Pesaro e Urbino), con voti 339 su 413 votanti .
- XI: eletto nel ballottaggio del 27 novembre 1870 nel collegio di Pesaro (Pesaro e Urbino), con voti 180 su 246 votanti
- XII: eletto nel ballottaggio del 15 novembre 1874 nel collegio di Pesaro (Pesaro e Urbino), con voti 282 su 424 votanti.

Viene nominato senatore del Regno d'Italia il 16 novembre 1882, carica che ricoprirà sino alla morte.